# Disphragis foliata
Disphragis foliata är en fjärilsart som beskrevs av William Schaus 1906. Disphragis foliata ingår i släktet Disphragis och familjen tandspinnare. Inga underarter finns listade i Catalogue of Life.